# Euryopis
Euryopis este un gen de păianjeni din familia Theridiidae.

## Specii[1]
- Euryopis aeneocincta
- Euryopis albomaculata
- Euryopis argentea
- Euryopis bifascigera
- Euryopis californica
- Euryopis camis
- Euryopis campestrata
- Euryopis chatchikovi
- Euryopis clarus
- Euryopis cobreensis
- Euryopis coki
- Euryopis cyclosisa
- Euryopis dentigera
- Euryopis deplanata
- Euryopis duodecimguttata
- Euryopis elegans
- Euryopis elenae
- Euryopis episinoides
- Euryopis estebani
- Euryopis flavomaculata
- Euryopis formosa
- Euryopis funebris
- Euryopis galeiforma
- Euryopis gertschi
- Euryopis giordanii
- Euryopis hebraea
- Euryopis helcra
- Euryopis iharai
- Euryopis jucunda
- Euryopis laeta
- Euryopis levii
- Euryopis lineatipes
- Euryopis maga
- Euryopis margaritata
- Euryopis megalops
- Euryopis molopica
- Euryopis mulaiki
- Euryopis multipunctata
- Euryopis mutoloi
- Euryopis nana
- Euryopis nigra
- Euryopis notabilis
- Euryopis nubila
- Euryopis octomaculata
- Euryopis orsovensis
- Euryopis pepini
- Euryopis petricola
- Euryopis pickardi
- Euryopis pilosa
- Euryopis potteri
- Euryopis praemitis
- Euryopis promo
- Euryopis quinqueguttata
- Euryopis quinquemaculata
- Euryopis sagittata
- Euryopis saukea
- Euryopis scriptipes
- Euryopis sexalbomaculata
- Euryopis sexmaculata
- Euryopis spinifera
- Euryopis spinigera
- Euryopis spiritus
- Euryopis splendens
- Euryopis splendida
- Euryopis superba
- Euryopis talaveraensis
- Euryopis tavara
- Euryopis texana
- Euryopis tribulata
- Euryopis umbilicata
- Euryopis varis
- Euryopis weesei
- Euryopis venutissima